# Ladislao II de Hungría
Ladislao II de Hungría (en húngaro: II. László; en latín: Ladislaus II) (1131-1163). Decimocuarto Rey de Hungría (1162-1163). Hijo de Bela II y Helena de Raška.
Ladislao recibió el título de Ban de Bosnia de su padre, Béla II de Hungría, a los seis años de edad pero nunca gobernó la provincia. En lugar de ello, alrededor de 1160, siguió el ejemplo de su hermano menor, Esteban, y se asentó en Constantinopla pero ambos tuvieron que regresar a Hungría después de la muerte de su hermano mayor, Géza II de Hungría, en 1162. Su regreso fue respaldado por el emperador bizantino Manuel I Comneno quien usó su regreso en un intento de expandir su soberanía sobre Hungría. Inicialmente, el emperador estaba planeando ayudar a Esteban IV a tomar el trono, pero los señores húngaros solo estaban deseando aceptar a Ladislao como rey frente al hijo del difunto Géza II, Esteban III.

## Biografía
Ladislao nació en 1131 como segundo hijo del rey Bela II el ciego. Tras la muerte de su padre en 1141, su hermano mayor subió al trono y fue coronado como Géza II de Hungría. Descontento por su situación de poder, Ladislao se alzó contra su hermano Géza en 1160, y tras su fallido intento de apoderarse del control se vio forzado a huir de Hungría buscando la protección en Constantinopla del emperador bizantino.
Pronto regresó y con el apoyo del emperador bizantino Manuel I Comneno usurpó el trono húngaro, repeliendo a su sobrino Esteban III, quien también había sido coronado. Sin embargo, Ladislao fue asesinado a los pocos meses de reinado, pero las pretensiones del emperador bizantino no acabaron con esto. Tras su muerte, pasó a gobernar su hermano Esteban IV de Hungría, quien también tenía apoyo de, Manuel I Comneno. Luego de derrocar a Esteban IV, su sobrino Esteban III de Hungría recuperó el trono, como le correspondía siendo hijo del fallecido Géza II de Hungría.
| Predecesor: Esteban III | Rey de Hungría 1162-1163 | Sucesor: Esteban IV |